# 熊溪 (加利福尼亞州聖華金縣)
熊溪（英語：Bear Creek）是位於美國加利福尼亞州聖華金縣的一個非建制地區。

## 地理
熊溪的座標為38°05′02″N 121°14′34″W / 38.08389°N 121.24278°W，而該地最高點為海拔高度15米（即49英尺）。